# Tréveray

Tréveray este o comună în departamentul Meuse din nord-estul Franței. În 2010 avea o populație de 635 de locuitori.

## Evoluția populației
| An        | 1975  | 1982 | 1990 | 1999 | 2006 | 2010 |
| --------- | ----- | ---- | ---- | ---- | ---- | ---- |
| Populație | 1.013 | 888  | 809  | 741  | 703  | 635  |